# Jolanta Żółkowska
Jolanta Żółkowska (ur. 7 marca 1955 w Siedlcach) – polska aktorka filmowa i teatralna.

## Życiorys
W 1979 ukończyła PWST w Warszawie. Występowała w warszawskim Teatrze na Woli (w latach 1979–1981), Teatrze Narodowym (w latach 1981–1984) i Teatrze Komedia (w latach 1984–1985). Aktorka współpracowała także z Teatrem Scena Prezentacje w Warszawie.
Siostra aktorki Joanny Żółkowskiej, ciotka aktorki Pauliny Holtz. Była żoną aktora Krzysztofa Kołbasiuka. Z tego małżeństwa ma syna Kamila (ur. 1983), plastyka.

## Filmografia
- 1976: Barwy ochronne, jako studentka, uczestniczka obozu
- 1978: Układ krążenia, jako Natalia, kobieta w ciąży (odc. 7)
- 1980–2000: Dom, jako Basia Lawina-Zbożna, pierwsza żona Andrzeja Talara, żona Łukasza Zbożnego
- 1983: Akademia pana Kleksa, jako Królowa śniegu
- 1985: Urwisy z Doliny Młynów, jako nauczycielka (odc. 2 i 5)
- 1986: Klementynka i Klemens – gęsi z Doliny Młynów, jako nauczycielka (odc. 8 i 9)
- 1986: Zmiennicy, jako pracowniczka rozgłośni radiowej na Okęciu (odc. 1 i 5)
- 1997–2023: Klan, jako dyrektor Gimnazjum Specjalnego, do którego uczęszczać miał Maciek Lubicz, przybrany syn Grażyny i Ryszarda Lubiczów
- 1999–2000: Trędowata, jako Aniela Rudecka (odc. 5,7-15)
- 2002, 2006, 2016: Na dobre i na złe, jako Głębocka, matka Misi (odc. 128); Anna Niziak, była pacjentka profesor Sulak-Hartmann (odc. 254); matka Czarka (odc. 649)
- 2003: Psie serce, jako Danuta, matka Ali
- 2006: Egzamin z życia, jako urzędniczka (odc. 62)
- 2007: Determinator, jako Barbara, pacjentka Anki Jarzębskiej (odc. 2)
- 2007: Odwróceni, jako sędzia (odc. 13)
- 2007–2009: M jak miłość, jako matka Olgi (odc. 514, 517, 543, 546, 547, 559, 567, 569,673, 693, 697)
- 2007: Pitbull, jako matka Mroczka (odc. 15)
- 2008: Na Wspólnej, jako sędzia (odc. 1030)
- 2008: Niania, jako pani Koniecpolska (odc. 106)
- 2008: Plebania, jako Dorota Skiba, matka Joanny (odc. 1040, 1041, 1042, 1043, 1045, 1048, 1049, 1057)
- 2010: Licencja na wychowanie, jako wychowawczyni (odc. 9)
- 2011: Hotel 52, jako właścicielka mieszkania Julki i Igora (odc. 36)
- 2012: Prawo Agaty, jako sędzia Kamińska (odc. 26)
- 2016: Kobiety bez wstydu, jako Alicja, sekretarka Joli
- 2021: Stulecie Winnych, jako profesorka Szkoły filmowej w Łodzi (odc. 28)

## Dubbing
- 1986: Porwanie w Tiutiurlistanie, jako Wiolinka
- 1992–1993: Rodzina Addamsów
- 1992–1998: Batman
- 1993: Yabba Dabba Do!
- 1997–1998: Zorro, jako Izabella
- 1998–2000: I pies, i wydra
- 2001: Psy i koty
- 2002: Cyberłowcy
- 2005: Lassie
- 2005: Robotboy, jako Deb – matka Tommy’ego i Donny’ego
- 2005: Maggie Brzęczymucha, jako matka Maggie
- 2005: Amerykański smok Jake Long, jako Susan Long
- 2007: Mój sąsiad Totoro
- 2007: Kacze opowieści

## Dialogi polskie
- 1962–1987: Jetsonowie (odc. 34, 42, 62, 64)